# Ty Ziegel

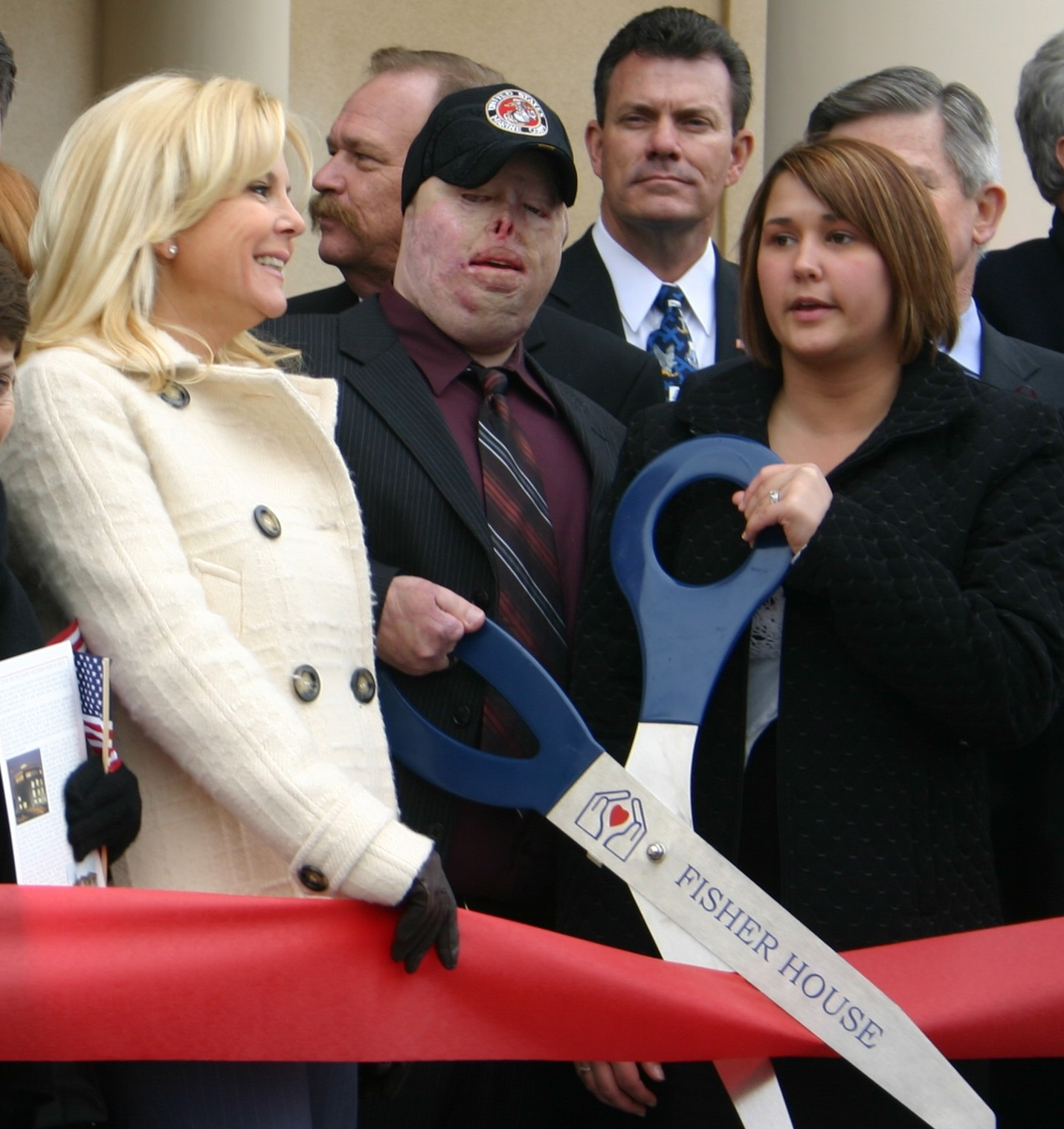
Tyler Ziegel mit seiner Ehefrau Reneé (2007)

Tyler W. Ziegel (Ty Ziegel) (* 16. Oktober 1982 in Peoria, Illinois; † 26. Dezember 2012 ebenda) war ein US-amerikanischer Marineinfanterist. Er wurde im Jahr 2004 während des Irakkrieges durch eine Kampfhandlung schwer verletzt und stark entstellt. Internationale Bekanntheit erlangte er dadurch, dass seine Verlobung den Schicksalsschlag überstand und er 2006 heiratete. Die Ehe scheiterte.

## Leben

### Jugend
Ziegel kam am 16. Oktober 1982 in Peoria im Methodist Medical Center of Illinois zur Welt. Er wuchs in Metamora, Illinois auf und besuchte von 1998 bis 2001 die Metamora Township High School. Diese schloss er 2001 ab.

### Militärzeit
Nach der Schulzeit entschied sich Ziegel für das United States Marine Corps in Cherry Point, North Carolina, dort wurde er im Frühjahr 2003 in den Irak abkommandiert. Hier war Ziegel 18 Monate im Einsatz und wurde bei einer Routinekontrolle am 21. Dezember 2004 von einer Autobombe schwer verletzt.
Ziegel verlor durch das Attentat seinen linken Unterarm, drei Finger der rechten Hand und er erblindete auf dem rechten Auge. Er erlitt großflächige Verbrennungen, die zum Verlust seines Gesichtes und seiner Ohren führten. Seine zerstörte Schädeldecke musste durch ein Kunststoffimplantat ersetzt werden. Nach dem Rücktransport in die Vereinigten Staaten blieb er 18 Monate lang zur Genesung im Brooke Army Medical Center in Texas. Nach über 50 Operationen konnte Ziegel das Krankenhaus verlassen.

### Ehe
Internationale Bekanntheit erlangte er durch die Eheschließung mit seiner Verlobten Renee Kline. Ihr Hochzeitsbild (Fotografin Nina Berman) wurde zum World Press Photo 2006 im Bereich Porträt gewählt, ihr Hochzeitstag (7. Oktober 2006) wurde in Illinois (USA) zu einem Feiertag erklärt. Im Januar 2008 wurde die Ehe geschieden. Sein Schicksal war Teil einer öffentlichen Diskussion in den USA um Mängel in der Versorgung von Veteranen durch das Kriegsveteranenministerium der Vereinigten Staaten.

### Zivilleben
Nach seiner Entlassung arbeitete Ziegel bis zu seinem Tod zeitweilig als Gastdozent an der Life University in Marietta in Georgia.
Im Herbst 2012 spielte Ziegel einen Freier in Regisseur Stephan Littgers US-amerikanischen Kinofilm Malorie's Final Score sowie als Spc Burch kurz vor seinem Tod, im Action-Drama Short Film Nothing Real.
Am 26. Dezember 2012 rutschte Ziegel in seiner Heimatstadt Metamora auf einer Eisfläche aus und verstarb später im OSF Saint Francis Medical Center in Peoria, Illinois. Als Todesursache wurde nicht der Sturz, sondern eine Alkohol-Heroin-Intoxikation festgestellt.